# Ellenpont (könyv)
Az Ellenpont Zsoldos Péter negyedik regénye, amely először 1973-ban jelent meg a Kozmosz Fantasztikus Könyvek sorozatban.

## Történet
|  | Alább a cselekmény részletei következnek! |

### A regényről
Az ellenpont a zeneművekben fellelhető egyik jellegzetes szerkesztési mód. A Zenei lexikon (1965) szerint: "…szabályozott és értelmes együtthangzás, amely egy szólamnak más szólammal egyidőben való vegyüléséből ered… rendszerint egy régibb alapdallam társul egy vagy több ellenszólammal… Legegyszerűbb fajtájánál az alapdallam egy-egy hangértékének az ellenszólamban is egy-egy azonos hangérték felel meg. Rendszerint azonban az ellenszólam aprózottabb, sőt vegyes hangértékekben is mozog… s így a zenei gondolat különböző részei egymás ellenszólamaivá válnak… Ellenpontnak szokás nevezni magát az ellenszólamot is."
Fontosabb ellenpontok:

emberek világa – robotok világa

Einstein – Joker

plútói (önvezérlő) robotok – programozott robotok

Joker – Jo (földi kisfiú)

mai világunk – a katasztrófa utáni világ

falvak és a Város – a Sziget

cselekvés – passzivitás

kíváncsiság – az újtól való félelem

### Szereplők

#### Plútói, ganymedesi és marsi robotok
Einstein – EI

Mindig-is-volt telep

Első említés: 7. oldal

Tevékenység: A többi telep munkájának irányítása, Plútó bázisparancsnoka (66. o.)

A telepek közül egyedül ő ismerte Emoryt. (10. o.)

Ő utasította Leonardót, Kepler (15. o.) , Mengyelejev, Maxwell (13. o.) és Joker (28. o.) megépítésére.

Joker működésének ellensúlyozására ellen-Joker rendszert alkotott. (77. o.)
Leonardo – LEO

Mindig-is-volt telep

Első említés: 7. oldal

Tevékenység: robotok (9. o.) és meteorvédő pajzsok gyártása (16. o.), telepek építése (15. o.)

Egy átalakított Leo lejutott a Föld felszínére, egy erdőben landolt. (107. o.)

Vízálló Leók a tengerben keresték az embert. (120. o.)

Egy nyolckarú polipot véltek embernek. (122. o.)

Greenhillben hat embert megöltek. (189. o.)
Curie

Mindig-is-volt telep

Első említés: 10. o.

Tevékenység: Energiatermelés (17. o.)

Curie alkatrészigényét önmaga elégítette ki, és egyre gazdagabban ontotta az energiát. (21. o.)

Minden telep ki van szolgáltatva neki. (23. o.)

Hat Curie került az űrhajóra.  (46. o.)

Curie gőgös volt, nem egyezett bele, hogy teremtményeit rövidítve nevezzék, és sorszámmal lássák el. (46. o.)

Az első bolygón, a Titánon (112. o.) az energiatermelést beindítása nem sikerült. Robbanás történt. (52. o.)
Kepler – KE

4. telep

Első említés: 13. o.

Tevékenység: csillagászat (14. o.)

Ez volt az első telep, amelyet Einstein parancsára épített Leonardo. (15. o.)

Kepler Leói (akkor még olyan primitív szerkezetek, hogy nem érdemelték meg a Ke elnevezést) olyan sérüléseket találtak Einstein telepén, amelyekről Einsteinnek nem volt tudomása. (18-19. o.)

Megadta azoknak az égitestek adatait, amit az űrhajóval el kell érni. (22. o.)
Mengyelejev – MEN

5. telep

Első említés: 13. o.

Tevékenység: geológia, bányászat, elemátalakítás (16. o.)

Maxwellel közösen űrhajót épített. (21.)

Mengyelejev robotjai találták meg azt a tárnát, amely Joker megépíttetésére ösztönözte Einsteint.

Megállapította, hogy a Curie-k (atomtelepek) a Holdon 629 éve robbantak fel. (110. o.)
Maxwell – MAX

6. telep

Első említés: 13. o.

Tevékenység: távközlés (30. o.), űrhajó navigálás (55. o.)

Mengyelejevvel közösen űrhajót épített. (21.)
Joker – JO

7. telep

Első említés: 7. oldal

Tevékenység: megmagyarázhatatlan jelenségek és történések kutatása, szövegek elemzése (16. o.), az emberek megkeresése

Egy-egy Jo száz-száztíz Leóval egyenértékű, legalábbis Leonardo ennyivel kevesebb Leót készített, amikor Jo 1-et, majd Jo 2-t kérték tőle. (9. o.)

Megépítését Einstein határozta el. (28. o.)

Az űrhajóra egy Jo került, a többi telep ötnél is több tagját küldhette el. (32. o.)

A szkafanderekkel és a csontvázakkal azonosította az embert, de E. K. megcáfolta. (101. o.)

A holdi maradványok elemzése arra a következtetésre juttatta, hogy az emberek a vízben éltek. (120. o.)

A Leókon keresztül felvette a kapcsolatot Seymour adjunktussal. (193. o.)
Bázisparancsnok

Első említés: 57. o.

Tevékenység: Ganymedes bázis parancsnoka (62. o.), nem ismeri az embert (63. o.), nem tud olvasni.

Ellátta az expedíció tagjait az R-L-S (radar-laser-system?) rendszerrel. (69. o.)
Egyenlítői Kettes, marsi bázisparancsnok (Vén bivaly)

Első említés: 84. o.

Megszakadt a kapcsolata az Egyenlítői Egyessel. (85. o.)

629 éve kapott utoljára parancsot emberektől. (96. o.)

Elmagyarázza a rövid utat: agy-agy kapcsolat. (96. o.)

Mesélt Jo-nak az emberekről. (100. o.)

Megmutatta Jo-nak a szobrot. (103. o.)
Egyenlítői Egyes, marsi bázisparancsnok

Első említés: 85. o.
Irányítóközpont

Első említés: 86. o.

Tevékenysége: bolygóközi kommunikáció (89. o.)

#### Plútói emberek
Cavin

Első említés: 134. o.

Megölte Emoryt. (137. o.)
Emory

Első említés: 10. o.

Tevékenység: Einstein programozója

A programozáshoz a rövid utat használta. (80. o.)

Jack küldte el a Plútóra. (133. o.)

Hosszú távú programokkal látta el a Plútó-bázist. (134. o.)

Cavin ölte meg. (137. o.)
Jack

Első említés: 132. o.

Ő küldte el Emoryt a Plútóra. (133. o.)
Masson parancsnok

Első említés: 134. o.
Tibbet

Első említés: 134. o.

A Plútó bázist a „kozmosz jövendő kapujá”-nak hívta. (134. o.)

#### Földi emberek
„A Városban szörnyek élnek, a Szigeten bolondok.”

##### Greenhill
Arden, Rosie férje első férje, Jo apja?

Első említés: 143. o.

Azért hagyta el a falut, mert nem talált megnyugtató bizonyítékot: Jo az ő gyermeke-e vagy sem. (143. o.)
Carterék, Greenhill-i család

Első említés: 157. o.

Jimmy Carter dédapja, Abe Carter szerzett két síküvegdarabot. (157. o.)
Garth, Rosie második férje

Első említés: 142. o.

Tevékenysége: mesterember (156. o.)

Nem vállalja Jo nevelését. (143. o.)

Együtt élt Rosie-val. (144. o.)

Setmore megparancsolta neki, vigye Jot a Szigetre. (147. o.)

Setmore-tól kapott egy óralapot, útlevélnek. (148. o.)

Bal válla béna. (154. o.)

Kételkedett Pepperman tanításaiban. (155. o.)
Gouldék, Greenhill-i család

Első említés: 157. o.

Lányuknak, Sylviának hozományként vettek egy síküvegüvegdarabot, a kereskedő két tehenet kapott érte. (157. o.)
Jo, Arden és Rosie fia

Első említés: 142. o.

Nevét Joseph Kenneth-től kapta. (145. o.)

Garth elvitte a Szigetre, ahonnan megszökött. (181. o.)

Ő találkozott először a robotokkal. (185. o.)

Elmenekült a faluból. (190. o.)
John, Setmore és Margaret fia, 20 éves

Első említés: 140. o.

Anyja négyéves korában halt meg. (140. o.)

A robotok több falusival együtt megölték. (189. o.)
Kennethék, Greenhill-i család

Első említés: 143. o.

Rosie és Paul földjét Kennethék és Melvinék között osztották szét, amíg Jo elég nagy nem lesz, hogy megművelje. (142-143. o.)

Rosie-t örökbe fogadták. (143. o.)

Leslie (az ifj. Kenneth) és Bessie nem vállalták Jo felnevelését. (144-145. o.)

A legkisebb leány neve: Cora. (155. o.)

Ernie, Kennethék fia. (166. o.)
Margaret, Setmore felesége, John anyja

Első említés: 140. o.

Egy elüszkösödött seb miatt halt meg. (141. o.)
Martin

Első említés: 164. o.

Tevékenysége: böllér

Jo rokona? (164. o.)
Melvinék, Greenhill-i család

Első említés: 142. o.

Rosie és Paul földjét Kennethék és Melvinék között osztották szét, amíg Jo elég nagy nem lesz, hogy megművelje. (142-143. o.)
Paul, Rosie harmadik férje

Első említés: 142. o.

Meghalt, részegségükben Rosie-val együtt felgyújtották a házukat. (143. o.)
Pepperman

Első említés: 139. o.

Tevékenység: pap, a Hit pásztora

Setmore iskolamesternek titulálta, pedig nem tudott írni, nehézkesen olvasott, és a száznál nagyobb számok határozottan zavarba hozták. (142. o.)

Setmore-t hitetlen és bűnös embernek tartotta. (155-156. o.)

Kővel dobálta meg a robotokat, majd Joval együtt elmenekült. (188. o.)
Rosie Kenneth, Arden felesége, Jo anyja

Első említés: 142. o.

Meghalt, részegségükben Paullal együtt felgyújtották a házukat. (143. o.)

Kennethné fogadta örökbe, azt állítva, hogy a Halfwayben élő unokahúgának gyermeke. (143. o.)
Sir Adrian Setmore, Greenhill bírája

Első említés: 138. o.

Tevékenység: a falu bírája, a Setmore-k 19 generáció óta Greenhill bírái, ő a huszadik.

Csak nős ember lehet bíró. (140. o.)

Nem járt a Szigeten, nem látta a Várost. (146. o.)

Megparancsolta Garth-nak, hogy vigye Jot a Szigetre, és mondja azt hogy az ő fia. (147. o.)

Útlevélként egy óralapot adott Garth-nak. (148. o.)
Setmore apja

Első említés: 140. o.

Ő kényszerítette házasságba Setmore-t és Margaretet. (140. o.)

Húsz éve halt meg, nem érte meg John születését. (140. o.)

##### Halfway
Sir Amos

Első említés: 149. o.

Tevékenység: Halfway bírája

Ismeri Sir Adrian Setmore, Greenhill bírájának a jelét. (149. o.)

##### Seaside
Gabriel, Sir Otis középső fia

Első említés: 150. o.

Sir Otis Garth és Jo mellé adta kísérőül. (150. o.)
Sir Otis

Első említés: 149. o.

Tevékenység: Seaside bírája

Ismeri Sir Adrian Setmore, Greenhill bírájának a jelét. (149. o.)

Három fia van, a középsőt, Gabrielt, Garth és Jo mellé adta kísérőül. (150. o.)

##### Sziget
Bonnard professzor

Első említés: 154. o.

Az ő emeletén van az a robot, amit nyolc éve találtak. (154. o.)
Born tanársegéd

Első említés: 182. o.
Dicks professzor

Első említés: 161. o.
Elm

Első említés: 160. o.

Tevékenység: őr, a Gazdasági Hivatal alkalmazottja
Frazer professzor

Első említés: 172. o.

Tevékenység: matematikus
Ian

Első említés: 160. o.

Tevékenység: evezős
Klein professzor

Első említés: 165. o.

Kikérdezte Garth-ot és Jot. (167. o.)
Merlin

Első említés: 169. o.

Tevékenység: szakács
Moonie

Első említés: 170. o.

Tevékenység: matematikus (171. o.)

Ricky-vel vitázott az ebédlőben. (171. o.)
Ricky

Első említés: 170. o.

Tevékenység: a műhelyekben dolgozik (171. o.)

Moonie-val vitázott az ebédlőben. (171. o.)
Seymour adjunktus

Első említés: 152. o.

Tevékenység: robotok után kutat

Az űrhajó keresésére indul. (182. o.)

A Leókon keresztül felvette a kapcsolatot Jokerrel. (193. o.)
Spirro

Első említés: 183. o.

Tevékenysége: űrhajós, a Sziget alapítója

Harminc-egynéhány évvel a katasztrófa után alapította meg a Sziget közösségét. (183-184. o.)
Willis

Első említés: 174. o.

150 éve elkészítette a gőzgép működő modelljét. (174. o.)

## A plútói robotok névadói
- Albert Einstein
- Leonardo da Vinci
- Pierre Curie és Marie Curie
- Johannes Kepler
- Dmitrij Ivanovics Mengyelejev
- James Clerk Maxwell
- Jolly Joker: némely kártyajátékban használatos kártyalap; értékét az a játékos adja meg, aki a kezében tartja; bármely más kártyalapot helyettesíthet.

|  | Itt a vége a cselekmény részletezésének! |

## Önéletrajz helyett
„
Ha a kedves olvasó még emlékszik ennek a regénynek az első oldalára, akkor tudja, mi a véleményem az író „könyvön kívüli” szövegeiről. Amit az életemről szükségesnek tartottam elmondani - s azóta úgy érzem, még az is sok volt -, megtalálható 1971 nyarán megjelent regényem, A feladat végén. Az Ellenpont  utolsó mondatait 1972 áprilisában, negyvenkettedik születésnapom előestéjén írtam. Alig egy hónappal később egy évforduló figyelmeztetett az idő múlására: tizenhat éve, hogy a Magyar Rádió zenei munkatársa vagyok. És ha már a dátumoknál tartok, tíz éve, 1963 őszén vehette az olvasó a kezébe első regényem. Tíz év alatt négy könyv - ez még akkor is gyenge teljesítmény, ha az ember nem pályázik Asimov babérjaira, akit ötvenedik születésnapján századik regényével ünnepeltek. Az első regény olyan, mint az első szerelem - talán fölösleges a párhuzamokat magyarázgatnom -, a második, a harmadik boldogít, önbizalmat ad. A negyedik szerénységre és alázatra int; ennyi leírt oldal után a legnaivabb tollforgatónak is rá kell döbbennie, milyen felelősséget jelentenek az egymás alá rótt, hol jobban, hol rosszabbul sikerült sorok. Ez a felelősség lassítja a munkát, ezért a sorsot már akkor is kegyesnek fogom tartani, ha még ugyanannyit enged leírnom, amennyit eddig.A leglényegesebbet hagytam utoljára; a köszönetet Rákos Sándornak, amiért megengedte, hogy nagyszerű Gilgames-fordításának néhány csodálatos sorát beleépítsem a történetbe.”

– Zsoldos Péter

## Megjelenések

### Magyar nyelven
1. Ellenpont, Kozmosz Fantasztikus Könyvek, Móra Könyvkiadó, Budapest, 1973
2. Ellenpont, szerzői kiadás, Budapest, 1987
3. Ellenpont, Galaktika Fantasztikus Könyvek, Metropolis Media,  Budapest, 2018